# Le Mesnil-Amelot
Le Mesnil-Amelot – miejscowość i gmina we Francji, w regionie Île-de-France, w departamencie Sekwana i Marna.
Według danych na rok 1990 gminę zamieszkiwało 705 osób, a gęstość zaludnienia wynosiła 72 osób/km² (wśród 1287 gmin regionu Île-de-France Le Mesnil-Amelot plasuje się na 717. miejscu pod względem liczby ludności, natomiast pod względem powierzchni na miejscu 391.).